# Anton Lehr
Anton Lehr (* 30. Mai 1931 in Singen) ist ein ehemaliger deutscher Fußballspieler. Er spielte beim FC Singen 04 und beim FC Winterthur. Lehr spielte meistens auf der Position eines Außenläufers oder Halbstürmers im defensiven oder offensiven Mittelfeld, in Winterthur war er als Mittelläufer im Einsatz.

## Karriere
Seine Fußballkarriere als Junior begann Lehr als Zehnjähriger in der Schülermannschaft des Stadtturnverein Singens. Nach vier Jahren wechselte er in die Nachwuchsabteilung des FC Singen 04. Im Alter von 17 ½ Jahren bekam er einen Stammplatz in der ersten Mannschaft.
Dort spielte er zunächst in der Saison 1949/50 in der Zonenliga Süd, in der Saison 1950/51 in der Oberliga Süd und von 1951 bis 1958 in der II. Liga Süd beim FC Singen 04. In der Oberligasaison 1950/51 erzielte er bei 25 Einsätzen sechs Tore. Von Bundestrainer Sepp Herberger wurde er in die Olympia-Kernmannschaft berufen, kam aber nicht zum Einsatz.
Anschließend wechselte er zusammen mit seinem Teamkollegen Walter Wenzler zum FC Winterthur, der damals frisch in die Nationalliga B abgestiegen war, und wurde Teil eines größtenteils neu formierten Teams unter Trainer Branislav Vukosavljević, dass den sofortigen Wiederaufstieg des Vereins in die Nationalliga A meisterte. In der höchsten Schweizer Liga kam er zu 45 Einsätzen und erzielte dabei ein Tor. Nach dem Abstieg aus der Nationalliga A 1961 gab Lehr seinen vorläufigen Rücktritt beim FCW bekannt und war in der neuen Saison nicht mehr Teil des Kaders. Im Willen, als Trainer eines kleineren Verein tätig zu werden, holte er sich im Sommer 1961 daher an der Sportschule Karlsruhe die deutsche Trainer-B-Lizenz. Als es dem FCW jedoch zu Beginn der neuen Saison nicht gut lief, wurde er vom neuen Trainer Willi Macho, der dafür eigens nach Singen fuhr, Anfang September wieder zurück ins Team geholt. Mit Winterthur spielte er dann nochmals während drei Saisons bis Sommer 1964 als Stammspieler in der ersten Mannschaft und kam dabei in der Meisterschaft auf 75 Einsätze. Danach trat er altersbedingt definitiv zurück.
Ab 1961 war er als Trainer von Amateurvereinen tätig. Nach seinem Karriereende trainierte er unter anderem den FC Konstanz, mit dem er 1966 ein Freundschaftsspiel gegen Winterthur bestritt.